# Correo electrónico Samsung
Samsung Email es el cliente de correo electrónico predeterminado para dispositivos Samsung,   que admite los protocolos POP3 e IMAP . Viene precargado en la mayoría de los dispositivos Samsung Galaxy  y también se puede obtener en Galaxy Store y Playstore .  Fue lanzado el 15 de enero de 2017 por Samsung Electronics Company .  La última versión requiere Android 8.0+ para ejecutarse.   Ha tenido más de 1.000.000.000 de descargas sólo desde Google Playstore.   

## Características
- POP3, IMAP [9] [10]
- Integración de Exchange ActiveSync para sincronizar el correo electrónico de Exchange Server
- Cifrado mediante S/MIME [11] [12] [13]
- Varias cuentas [11] [9] [14]
- Acciones de deslizamiento
- Vista de hilo ('Estándar') y vista de conversación
- Traductor
- Modo oscuro [9]
- Actualizaciones de seguridad periódicas [15] [16] [13]